# Томпсон (тауншип, Миннесота)
Томпсон (англ. Thompson) — тауншип в округе Китсон, Миннесота, США. На 2000 год его население составило 178 человек.

## География
По данным Бюро переписи населения США площадь тауншипа составляет 93,2 км², из которых 93,2 км² занимает суша, водоёмов нет.

## Демография
По данным переписи населения 2000 года здесь находились 178 человек, 69 домохозяйств и 54 семьи. Плотность населения —  1,9 чел./км². На территории тауншипа расположено 84 построек со средней плотностью 0,9 построек на один квадратный километр. Расовый состав населения: 100,00 % белых.
Из 69 домохозяйств в 34,8 % воспитывались дети до 18 лет, в 75,4 % проживали супружеские пары и в 20,3 % домохозяйств проживали несемейные люди. 17,4 % домохозяйств состояли из одного человека, при том 5,8 % из — одиноких пожилых людей старше 65 лет. Средний размер домохозяйства — 2,58, а семьи — 2,91 человека.
26,4 % населения — младше 18 лет, 3,9 % — в возрасте от 18 до 24 лет, 25,3 % — от 25 до 44, 26,4 % — от 45 до 64, и 18,0 % — старше 65 лет. Средний возраст — 42 года. На каждые 100 женщин приходилось 89,4 мужчин. На каждые 100 женщин старше 18 приходилось 111,3 мужчин.
Средний годовой доход домохозяйства составлял 31 458 долларов, а средний годовой доход семьи —  34 167 долларов. Средний доход мужчин —  31 563  доллара, в то время как у женщин — 19 583. Доход на душу населения составил 15 142 доллара. За чертой бедности находились 10,0 % семей и 15,1 % всего населения тауншипа, из которых 32,7 % младше 18 лет.